# 10e régiment de dragons (France)
Le 10e régiment de dragons (ou 10e RD), est une unité de cavalerie de l'armée française, créée sous la Révolution à partir du régiment Mestre de Camp Général dragons, un régiment de cavalerie français d'Ancien Régime et dissoute en 1962.

## Création et différentes dénominations

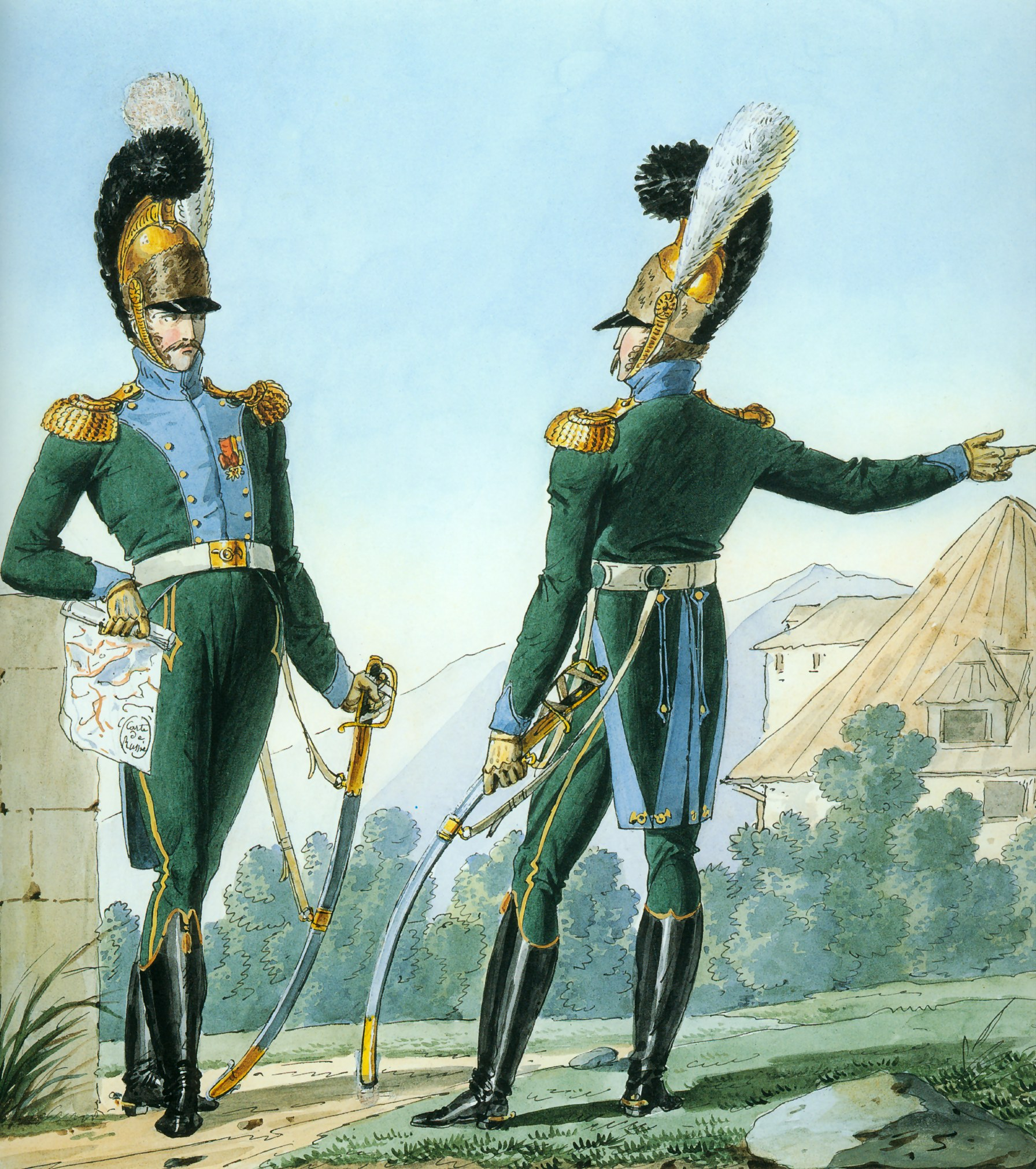
Colonel et chef de batallon du 5e régiment de chevau-légers lanciers.

Le Tessé Dragons est levé par René III de Froulay, comte de Tessé le 25 mars 1674.
Ayant acheté au comte de Quincé une charge « caponne » (non effective) de général des carabins, dont le camp se trouvait à Collière en Saint-Front (Orne), le comte de Tessé obtient du roi, le 17 décembre 1684, qu'il en fasse une charge de mestre de camp général des dragons, charge attribuant un régiment particulier. Le Tessé Dragons devient donc le Mestre de Camp Général. La plupart des sources donnent 1685 comme année de changement de nom. Quelques-unes donnent 1684, c'est-à-dire l'année à la fin de laquelle le roi crée la charge.
Lors de la Révolution, le règlement du 1er janvier 1791 stipule que les régiments ne seront plus désignés que par le numéro de leur rang de création. Le régiment Mestre de camp Général, classé deuxième de l'arme (après le Colonel Général), rétrograde au dixième rang. Il devient le 10e régiment de dragons.
Sous l'Empire, le 18 juin 1811, le 10e régiment de dragons est dissous. Il devient le 5e régiment de chevau-légers lanciers.
Le 1er août 1815, Louis XVIII dissout l'armée impériale, sans solde. Le 21 novembre, le 5e régiment de chevau-légers lanciers est licencié. En 1816, une armée royale est créée. On donne aux régiments des noms de département. Le 10e régiment de dragons devient le Dragons de la Seine.
Sous Charles X, en 1825, le Dragons de la Seine est dissous. Il forme alors le 10e régiment de cuirassiers, tandis que le 22e régiment de chasseurs à cheval, dit de la Vendée, fournit les effectifs d'un nouveau 10e régiment de dragons.
En 1939, le 10e régiment de dragons est dissous. Il se répartit, et donne naissance à cinq groupes de reconnaissance.
Le 10e régiment de dragons est reformé le 16 avril 1945, dissous le 1er novembre 1945, reformé le 15 mai 1956 et dissous le 31 octobre 1962.

## Chefs de corps

### Mestres de camp généraux
- 1674. René de Froulay de Tessé. À la création, le major est Philibert-Emmanuel de Froulay, dit le chevalier de Tessé, frère cadet du comte[12].
- 1691. Louis, comte de Mailly.
- 11 mai 1696. Antoine V de Gramont.
- 25 mars 1703. Gabriel-Étienne-Louis Texier, marquis d'Hautefeuille[13].
- 5 juillet 1709. Charles Louis Auguste Fouquet de Belle-Isle[14].
- 9 juin 1736[15]. Marie-Charles-Louis d'Albert, duc de Luynes, duc de Chevreuse.
- 24 janvier 1754. François Henri de Franquetot de Coigny[16].
- Octobre 1771. Louis-Joseph-Charles-Amable d'Albert de Luynes.
- En 1789, François-Marie-Casimir de Franquetot, marquis de Coigny[17].

### Colonels, chefs de brigade et chefs d'escadrons
- 1791 : colonel Joseph-Mercure d'Estresses.
- 1792 : colonel Joachim Joseph Neuilly.
- 1792 : colonel Jean-Louis de La Roque (*).
- 1793 : chef de brigade Antoine-François Pierson.
- 1795 : chef de brigade Jean-Baptiste Godard.
- 1800 : chef de brigade Jacques-Marie de Cavaignac (**).
- 1806 : colonel Jean-Baptiste Dommanget (*)[6].
- 1811 : colonel François Félicité Chabert. Balzac l’a connu, mais il ne semble pas s’être inspiré de lui pour son Colonel Chabert[18].
- 1814 : colonel Louis Claude Chaillot (*)[19][réf. à confirmer].
- 1817 : colonel Antoine Brincard (*)
- 1888 : colonel Jacques de Ganay (*)[20].
- 1890 : colonel Jean-Rémond de Butler
- 1907 : Colonel Billet.
- 1914 : Colonel Jochaud du Plessix. Mort pour la France en 1917.
- 1917 : Colonel Menu du Mesnil.
- 10 janvier 1918 : L'état-major du régiment est supprimé : départ du colonel Menu du Mesnil. Jusqu’à janvier 1919, le régiment est partagé en deux groupes de deux escadrons chacun.
- 10 février 1919 : Colonel Devanlay[21].
- 1925 : Colonel Albert Guény (1873-1946)[22]
- 1932 : Colonel Guy Froidefond des Farges (1876-1935)[23]
- 1934-1938 : Colonel Jean de Bouglon (1879-1940)[24]
- 1956 : Lieutenant-colonel Viard.
- 1960 : Lieutenant-colonel d'Achon.
- 1961 : Chef d'escadrons Issaverdens.
- 1961 : Lieutenant-colonel Rostain.
- 1961 : Chef d'escadrons Bouland.
- 1961 : Chef d'escadrons Henriot.
- 1962 : Lieutenant-colonel Perrier[25],[11].

## Historique des garnisons, combats et batailles

### Guerres de la Révolution et de l’Empire

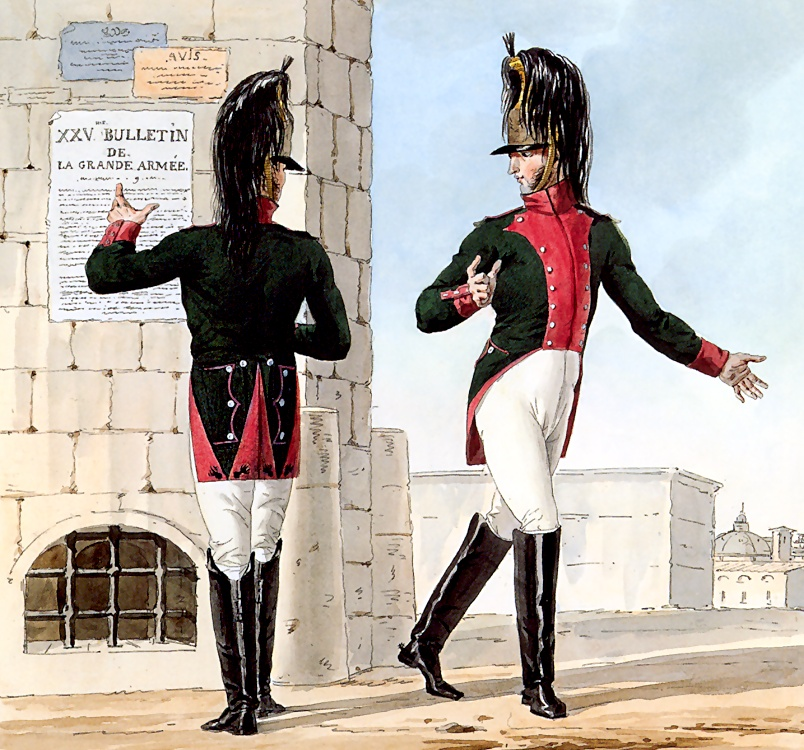
10e régiment de dragons dans la Grande Armée.

#### Campagnes
- 1792-1794. Armées du Nord et des Ardennes.
- 1794. Armée de Sambre-et-Meuse.
- 1795-1797. Armée de Rhin-et-Moselle.
- 1799. Invasion anglo-russe de la Hollande.
- 1800-1801. Armée des Grisons.
- 1802. Expédition de Saint-Domingue.
- 1805-1807. Grande Armée.
- 1806-1807. Campagne de Prusse et de Pologne.
- 1809-1811. Campagne d’Espagne[11].

#### Batailles
- 1792
  - Bataille de Valmy
  - bataille de Jemappes.
- 1793
  - Bataille de Neerwinden (1793),
  - Cambrai.
- 1794
  - Bataille de Fleurus
  - bataille de Sprimont
  - Coblence.
- 1795
  - Blocus de Mayence
  - Mont-Tonnerre.
- 1796
  - La Rehutte,
  - bataille de Rastatt,
  - Ettlingen.
- 1799
  - Bataille de Bergen,
  - bataille d'Alkmaar,
  - bataille de Castricum.
- 1800
  - Passage du col du Splügen.
- 1805 :
  - Bataille d'Ulm
  - 2 décembre : Bataille d'Austerlitz
- 1806 : Campagne de Prusse et de Pologne
  - Le régiment ne participe pas à la bataille d'Iéna, mais il est engagé dans la poursuite des Prussiens, puis dans les combats de Boitzenburg et de Prentzlow.
- 1807 :
  - 8 février : Bataille d'Eylau sous les ordres du colonel Dommanget, le régiment participe à la plus grande charge de cavalerie de tous les temps[26][réf. à confirmer] (10 000  à   12 000 cavaliers), conduite par Murat.
  - Bataille de Friedland.
- 1809
  - Bataille d'Alba de Tormes.
- 1810
  - Siège de Ciudad Rodrigo.
- 1811
  - Bataille de Fuentes de Oñoro[6].

### De 1815 à 1914
- 1832. Belgique.
- 1870-1871. France.

Cavalier du 10e régiment de dragons vers 1859.

- 1904-1914. Montauban (Tarn-et-Garonne)[27], Quartier Doumerc. L'avenue qui y conduit porte le nom du "10e Dragons" [28]

### Première Guerre mondiale

#### 1914
- Montauban (Tarn-et-Garonne)[29], Quartier Doumerc.

##### Lorraine
- 23 août. Gerbéviller.
- 25 et 26 août. Rozelieures[26].

##### Première bataille de la Marne
- 4 septembre Saint-Barthélémy.
- 9 septembre. Château-Thierry[21].
- 12 septembre. Fismes.
- 13 septembre. Sud de Craonne.
- 23 septembre. Chaulnes, Péronne.
- 24 septembre. Dompierre.
- 27 septembre. Miraumont.

##### Bataille de l’Artois
- 9 octobre. Wingles.
- 10 octobre. Vermelles.
- 19 octobre. Le Maisnil-Fresnoy.

##### Bataille des Flandres
- 1er novembre. Dranouter.
- 7 novembre. Messines (à pied)[26].

#### 1915 et 1916
Arrivé en Alsace en décembre 1914, le 10e régiment de dragons va y rester jusqu’en mai 1916 : secteur d’Aspach, puis de Michelbach, de Burnhaupt, de Balschwiller, de Fulleren et de Pfetterhouse.

#### 1917

##### Bataille du Chemin des Dames
16 avril-5 mai. Les Cavaliers de Courcy (à pied).

#### 1918
- 25 avril 1918-15 mai 1918. Combats des Monts des Flandres.
- 27 mai 1918-10 juin 1918. Bataille de l’Aisne : combats des bords de la rivière Matz[26].

### Entre-deux-guerres

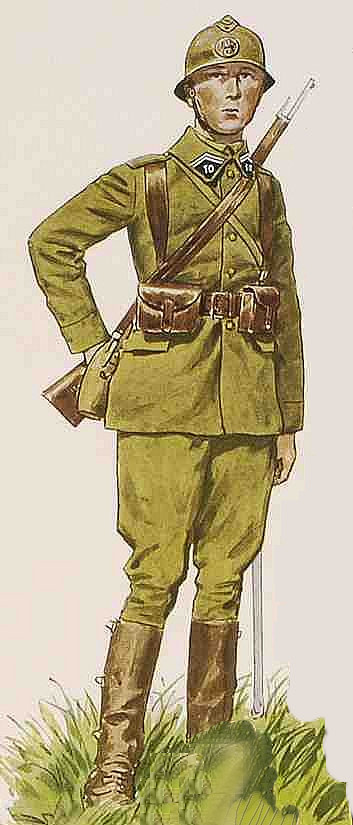
Uniforme du 10e dragons en 1939 (dessin allemand d'époque).

- 1918-1936 Montauban (Tarn-et-Garonne), quartier Doumerc.
  - Le régiment est partiellement motorisé à partir de 1932[31].
- 1936-1939 Orange (Vaucluse)[31]

### Seconde Guerre mondiale
Le groupement de cavalerie est destiné à former à la mobilisation des groupes de reconnaissance. Aussi, dès la déclaration de guerre, le 10e régiment de dragons disparaît-il en tant que tel pour se répartir, et donner naissance à cinq groupes de reconnaissance :
- 21e groupe de reconnaissance de corps d'armée (21e GRCA)
- 5e groupe de reconnaissance de division d’infanterie (5e GRDI)
- 26e groupe de reconnaissance de division d’infanterie (26e GRDI)
- 34e groupe de reconnaissance de division d’infanterie (34e GRDI)
- 72e groupe de reconnaissance de division d’infanterie (72e GRDI)

Le régiment est recréé le 16 avril 1945 à Orange avec des conscrits venus du centre d'organisation de l'arme blindée 414 de Lyon. En sous-effectifs, le 10e régiment de dragons est dissous le 1er novembre 1945.

### De 1945 à 2002
- Juin 1956. Secteur côtier, à l’ouest d’Aïn Témouchent.
- 14 octobre 1957. Région de Rio Salado.
- À partir du 27 octobre 1958. Opérations à Saïda, Aflou, Béni Saf, Méchria, Rouïba.
- 1er mars 1959 au 11 février 1962. Opérations à Tiaret, Frenda, Aflou, Trezel, Aïn Kermes, Laghouat, Djelfa, Maghnia.
- Dissolution en 1962.
- L'étendard et les traditions du 10e Régiment de dragons sont conservés par le Centre mobilisateur no 10 de Lannemezan (Hautes-Pyrénées) de 1990 à 2002, date de sa propre dissolution.

## Faits d'armes faisant particulièrement honneur au régiment
- 6 novembre 1792, Jemmapes. Le 10e régiment de dragons enfonce les redoutes tenues par les Austro-Hongrois.
- 26 juin 1794, Fleurus. Action déterminante.
- 14 juin 1807, Friedland. Charges.
- 9 juin 1918, bataille de l'Aisne : défense du Plémont et du plateau Saint-Claude. Une page d’honneur est notamment écrite par le lieutenant d’Allens et par ses vingt dragons du 3e escadron[21].

## Étendard
Il porte, cousues en lettres d'or dans ses plis, les inscriptions suivantes,.
- Valmy 1792
- Fleurus 1794
- Austerlitz 1805
- Eylau 1807
- Friedland 1807
- Artois 1914
- Le Matz 1918
- AFN 1952-1962

## Traditions et uniformes
Habillement, équipement et armement des régiments de dragons font l’objet d’une ordonnance et d’un règlement royaux le 1er mai 1750. Par privilège, les régiments Colonel Général et Mestre de Camp Général peuvent continuer à porter à leurs housses les trophées qu'ils ont coutume d’y porter. Les couleurs affectées au Mestre de Camp Général sont : « Habit, paremens, veste & doublure rouges ; housse & chaperon rouges, bordés de noir ; bonnet & revers rouges, bordés d'un galon noir ; épaulette et cordon de sabre noirs. »
L’ordonnance et le règlement royaux du 9 avril 1757 apportent des modifications : « Mestre-de-camp général… Habit & veste rouges, paremens & doublure blancs, la veste aura des revers blancs, ou une patelette blanche sur la manche de la veste ».
L’ordonnance d’habillement de 1786 fixe les uniformes des régiments de dragons. Le fond de l’habit est vert foncé (vert dragon). La doublure et les retroussis sont de la couleur distinctive attribuée à chaque régiment. Pour le Mestre de Camp Général : revers écarlate, parements verts, boutons jaunes, poches en travers, boutonnières en galon aurore à l’habit.

### Insignes

#### 1938 à 1939
Proposé par le colonel Desprez. Écu français moderne de fond doré. Trois étendards, un bleu, un blanc, un rouge. Un cor bleu et, sur fond bleu, une branche d’oranger portant trois fruits sont empruntés aux armes de la ville d’Orange, ville de garnison du régiment depuis 1936. Le tout est surmonté, sur fond vert (couleur de l’uniforme des dragons, de 1762 à 1868) : d’un casque d’argent en relief, portant le chiffre 10 ; de deux lances  (avec flamme rouge et blanc (rappel de l'héritage du 5e régiment de chevaux-légers lanciers) ; et de la devise Victoria pinget.

#### 1945
Écu aux armes du comte de Tessé, fondateur du régiment : croix de Saint-André « dentelée de gueules sur fond d'argent », surmontée de la devise Victoria pinget.

#### 1956 à 1962
Même insigne que celui de 1938, mais le casque y est plat et doré.

### Devise
Depuis 1684 (époque à laquelle le Tessé Dragons devient le Mestre de Camp Général), la devise est : Victoria pinget, (« La victoire l’illustre »). Elle est inscrite sur les guidons du régiment Mestre de Camp Général.

## Personnalités ayant servi dans le régiment
- René de Froulay de Tessé (1648-1725), Maréchal de France, fondateur du régiment ;
- Antoine V de Gramont (1671-1725), Maréchal de France ;
- Charles Louis Auguste Fouquet de Belle-Isle (1684-1761), Maréchal de France ;
- François Henri de Franquetot de Coigny (1737-1821), Maréchal de France ;
- Jean-Baptiste Dommanget (1769-1848), général français[6] ;
- Justin Laffite (1772-1832), général français[41] ;
- Jacques-Marie Cavaignac de Baragne (1773-1855), général français[42],[43] ;
- Alexandre d'Alton (1776-1859), général français ;
- Athanase Clément de Ris (1782-1837), colonel français ;
- François Joseph Marie Clary (1786-1841), général français ;
- Pierre Delsol (1909-1987), officier français, Compagnon de la Libération.